# 증기

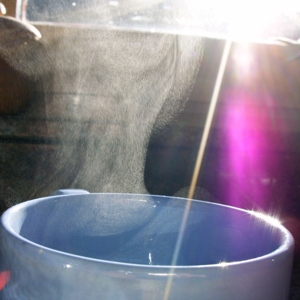

증기(蒸氣)는 물질이 액체에서 증발하고, 혹은 고체에서 승화하여 기체가 된 상태를 말한다. 수증기의 약어로도 사용되지만, 차이가 있다.

## 증기의 에너지
증기는 적당한 열을 취득하여 물에서 파생된 기체인데, 기체의 공통된 성질로서 온도·열·압력에 민감하다. 따라서, 증기로부터 동력(動力)을 얻는 과정에서는 이러한 여러 요인을 고려하여야 한다.  말하자면 문제를 열역학적으로 다루지 않으면 안 된다고 할 수 있다. 그러나 증기의 흐름에 대해서도, 일단 증기의 압력·밀도·속도에 관하여 베르누이의 식에 들어맞는 관계가 있다. 이 관계식은 자동과정(作動過程)의 열적 조건에 의해서 차이가 생기게 마련이다. 그리고 증기의 밀도가 작기 때문에 실제적으로 얻어질 정도의 유로(流路)의 고저(高低)에 의한 위치에너지는, 밀도변화를 고려하여도 문제가 되지 않는다.  처음부터 고속(高速)의 증기를 증기원(蒸氣源)으로부터 얻을 수는 없으므로 포텐셜에너지로서의 압력이 큰 증기를 발생시킬 필요가 있다.  그런데 일반적으로 기체는 압력이 어느 값 이상으로 올라가면 응축되어 액화(液化)한다. 이 값(임계치)은 기체를 고온으로 만들수록 높아진다.  한편 기체를 어느 온도(임계온도) 이상으로 하면 아무리 압력(壓力)을 높일지라도 액화되지는 않게 된다. 그렇기 때문에 증기에서 동력을 얻을 경우, 증기압이 수압면(水壓面)에 작용하기까지의 팽창 또는 압축을 수반하는 작동(作動)과정에서, 액화하여 압력이 내려가는 일이 없는 고온·고압의 증기를 사용하는 편이 좋을 것이다. 사실 이 증기는 열역학적으로 생각하면 에너지가 크다.

### 온도·열·압력에의 증기의 민감도
가령 응축되지 않는 범위 내에서 압력을 일정하게 해 두고 온도를 100°C로부터 200°C로 올리면 체적은 약 25% 팽창하고, 온도를 일정하게 해 두고 압력을 2배로 올리면 체적은 약 2분의 1이 된다.

### 증기의 밀도변화 문제
이를테면 140°C 포화증기의 10m의 연직 기둥이 밑면에 미치는 압력은 2g/cm2이고, 또한 이 때의 증기압은 3.6기압으로서 위에서 말한 압력의 1,860배이다.

## 같이 보기
- 끓는점
- 공기
- 기체
- 기화
- 기화열
- 수증기
- 승화
- 증기압